# Mike Burch

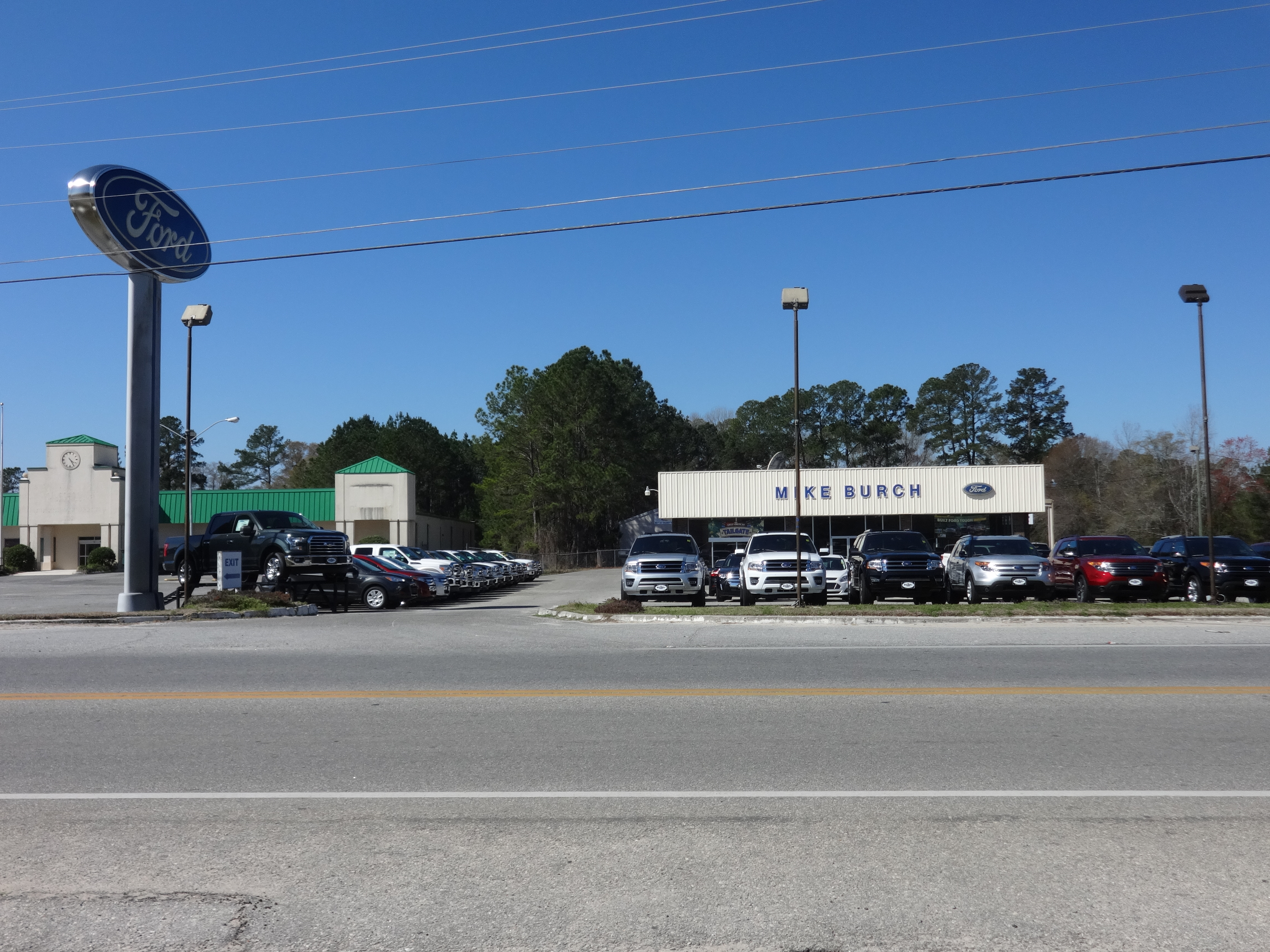
Mike Burch Ford-KFZ-Handel in Nashville

Charles Michael Lambert „Mike“ Burch (* 29. April 1907 in San Antonio, Texas; † 8. Juli 1981) war ein US-amerikanischer Automobilrennfahrer.

## Karriere
Burch qualifizierte sich 1950 auf dem Hoyt-Ford Shreve Special, einem 1948 von Art Hoyt aufgebauten Fahrzeug mit Ford V8-Motor für das Indy 500. Da Burch beim vorgeschriebenen Gesundheitstest durchfiel, durfte er beim Rennen allerdings nicht starten. Dies blieb sein einziger Versuch, bei diesem Rennen an den Start zu gehen.

## Der „Hoyt-Ford Shreve Special“
1947 erwarben Thane Houser und sein Sohn Norm Houser von Thorne Engineering einen alten Rennwagen mit Offenhauser-Motor und rüsteten diesen um auf einen Ford-V8-Motor mit 273 c.i. (4474 cm³). Das von Robert Allison gesponserte Team meldete sich für das Indianapolis 500 1947 an und er erhielt die Startnummer 69. Norm konnte sich aber nicht qualifizieren. Darauf verkauften die Housers den Rennwagen an den Polizisten Ed Shreve, der ihn beim bekannten Rennmechaniker Art Hoyt nach neuem Reglement zum Monoposto umbauen ließ und den Motor mit Aluminium-Zylinderköpfen und vier Stromberg 81-Doppelvergasern auf nun 300 bhp (220,8 kW) Leistung brachte. Mit dem nun als Hoyt-Ford Shreve Special bezeichneten Fahrzeug wurde in der Folge mehrmals erfolglos versucht, sich für die 500 Meilen von Indianapolis zu qualifizieren. Für die Austragung von 1950 gewann Shreve den Ford-Händler und Rennstreckenansager George Hoster als Sponsor. Bei diesem war Mike Burch als Mechaniker angestellt. Nach dessen Ausfall versuchte Billy Earl als Ersatzmann die Qualifikation, scheiterte aber.
Danach wurde das Fahrzeug stillgelegt und gelangte in den 1990er Jahren in den Besitz eines Sammlers, der es restaurierte. Es wurde verkauft, 2004 am renommierten Meadow Brook Concours d’Elegance gezeigt und nahm 2005 an den 500 Meilen von Indianapolis für Veteranenfahrzeuge teil.
2011 wurde sein Wert auf 100.000 bis 140.000 US-Dollar geschätzt, erreichte aber bei einer Auktion nur 90.000 US-Dollar, was unter dem Verkaufslimit lag.
Das Fahrzeug hat ein manuelles Dreigang-Schaltgetriebe. Der Radstand beträgt 100 Zoll (2.540 mm). Es hat vorn und hinten Starrachsen. Die vordere ist an längs angeordneten Blattfedern aufgehängt. Hinten gibt es eine Vierpunktaufhängung mit einer Querblattfeder. Die Bremsanlage besteht aus hydraulischen, von Hand bedienten Trommelbremsen rundum.

## Statistik

### Indy-500-Ergebnisse
| Jahr | Startnr. | Start | Qual (km/h) | Ergebnis | Runden | Führung | Ausfall |
| ---- | -------- | ----- | ----------- | -------- | ------ | ------- | ------- |
| 1950 | 84       | DSQ   |             |          |        |         |         |

| Legende  | Legende            | Legende                                                          |
| Farbe    | Abkürzung          | Bedeutung                                                        |
| -------- | ------------------ | ---------------------------------------------------------------- |
| Gold     | –                  | Sieg                                                             |
| Silber   | –                  | 2. Platz                                                         |
| Bronze   | –                  | 3. Platz                                                         |
| Grün     | –                  | Platzierung in den Punkten                                       |
| Blau     | –                  | Klassifiziert außerhalb der Punkteränge                          |
| Violett  | DNF                | Rennen nicht beendet (did not finish)                            |
| Violett  | NC                 | nicht klassifiziert (not classified)                             |
| Rot      | DNQ                | nicht qualifiziert (did not qualify)                             |
| Rot      | DNPQ               | in Vorqualifikation gescheitert (did not pre-qualify)            |
| Schwarz  | DSQ                | disqualifiziert (disqualified)                                   |
| Weiß     | DNS                | nicht am Start (did not start)                                   |
| Weiß     | WD                 | zurückgezogen (withdrawn)                                        |
| Hellblau | PO                 | nur am Training teilgenommen (practiced only)                    |
| Hellblau | TD                 | Freitags-Testfahrer (test driver)                                |
| ohne     | DNP                | nicht am Training teilgenommen (did not practice)                |
| ohne     | INJ                | verletzt oder krank (injured)                                    |
| ohne     | EX                 | ausgeschlossen (excluded)                                        |
| ohne     | DNA                | nicht erschienen (did not arrive)                                |
| ohne     | C                  | Rennen abgesagt (cancelled)                                      |
| ohne     | keine WM-Teilnahme |                                                                  |
| sonstige | P/fett             | Pole-Position                                                    |
| sonstige | 1/2/3/4/5/6/7/8    | Punktplatzierung im Sprint-/Qualifikationsrennen                 |
| sonstige | SR/kursiv          | Schnellste Rennrunde                                             |
| sonstige | *                  | nicht im Ziel, aufgrund der zurückgelegten Distanz aber gewertet |
| sonstige | ()                 | Streichresultate                                                 |
| sonstige | unterstrichen      | Führender in der Gesamtwertung                                   |